# Apamea inordinata
Apamea inordinata är en fjärilsart som beskrevs av Morrison 1875. Apamea inordinata ingår i släktet Apamea och familjen nattflyn. Inga underarter finns listade i Catalogue of Life.